# Metacrinus
Genre
Metacrinus est un genre de Crinoïdes (Echinodermes) sessiles de la famille des Isselicrinidae.

## Description
Ce sont des crinoïdes « vrais » (sessiles) : ils vivent attachés au fond par une longue tige calcaire articulée. On ne les trouve que dans les abysses.

## Phylogénie
Selon World Register of Marine Species (17 novembre 2014) :
- Metacrinus costatus Carpenter, 1884
- Metacrinus interruptus Carpenter, 1884
- Metacrinus levii Améziane-Cominardi, 1990
- Metacrinus musorstomae Roux, 1981
- Metacrinus nodosus Carpenter, 1884
- Metacrinus rotundus Carpenter, 1885
- Metacrinus serratus Döderlein, 1907
- Metacrinus wyvillii Carpenter, 1884
- Metacrinus zonatus AH Clark, 1908

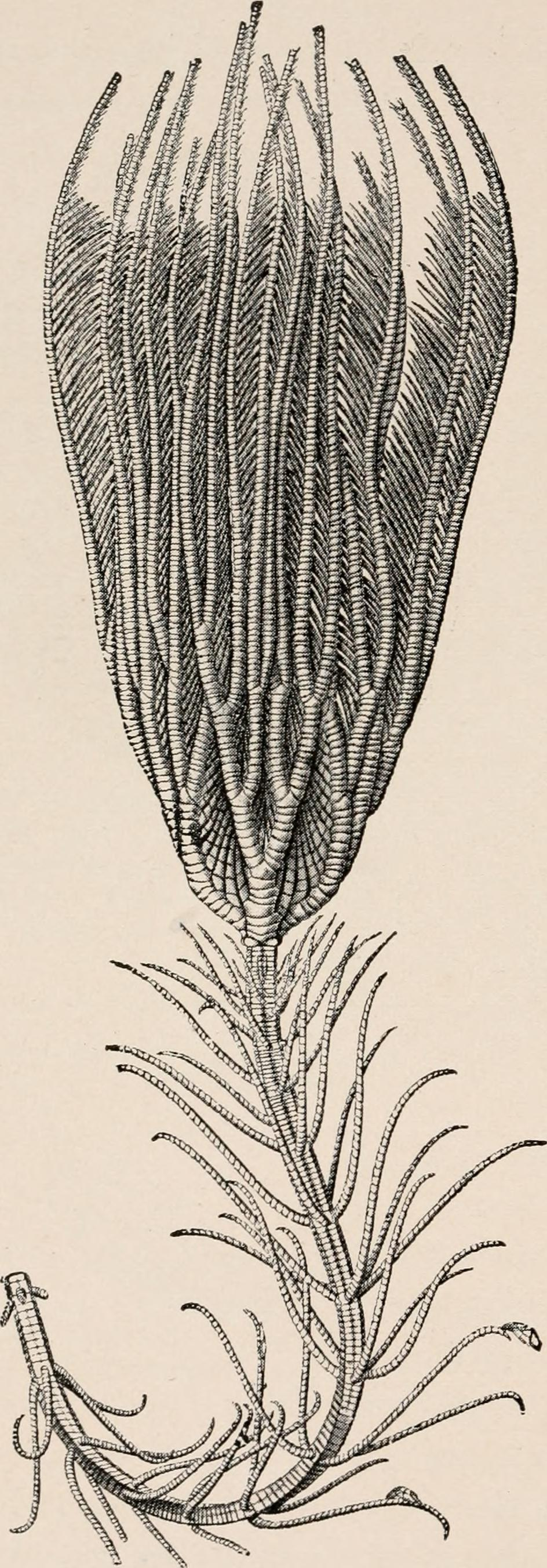
Metacrinus interruptus
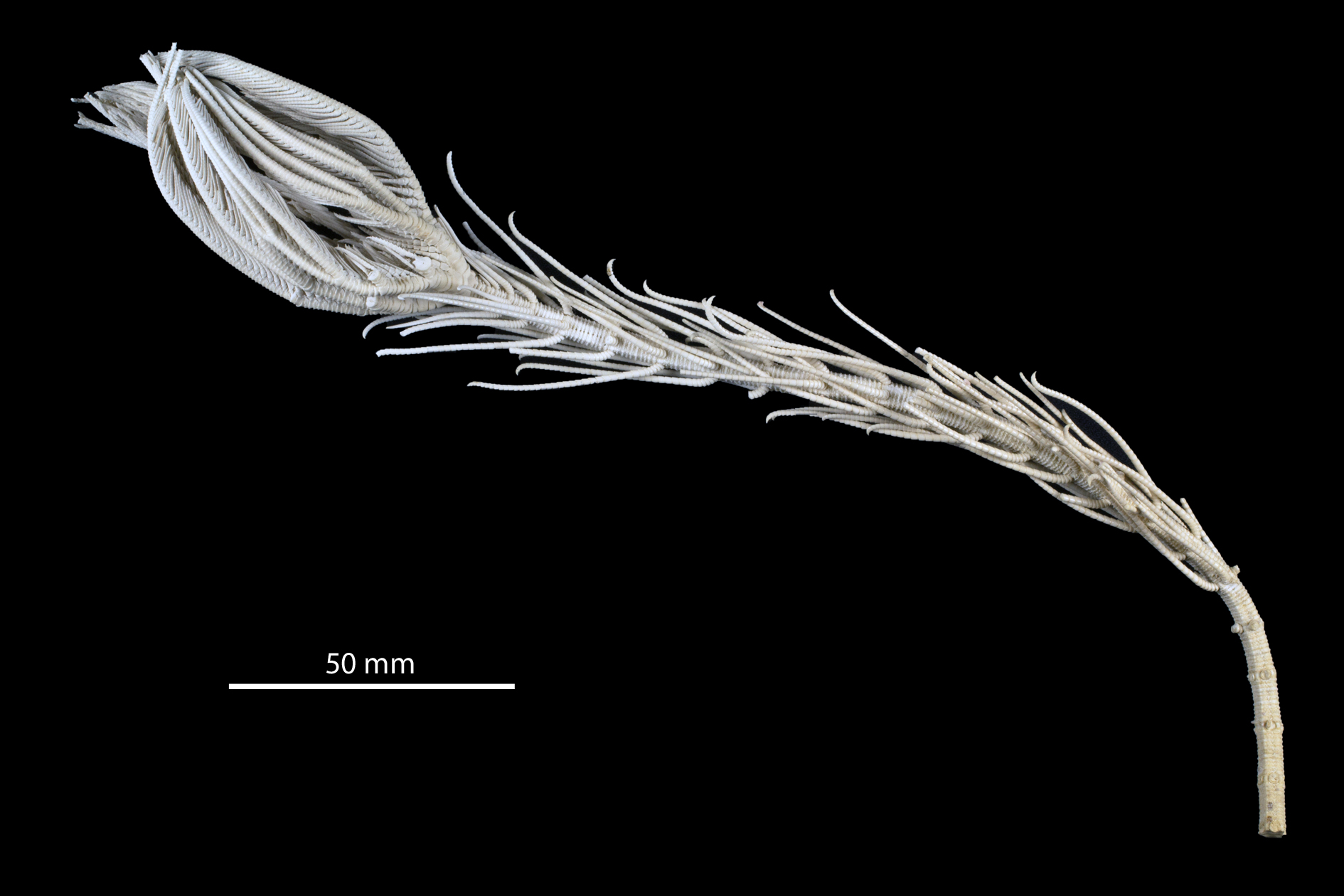
Metacrinus levii (holotype, Muséum National d'Histoire Naturelle)
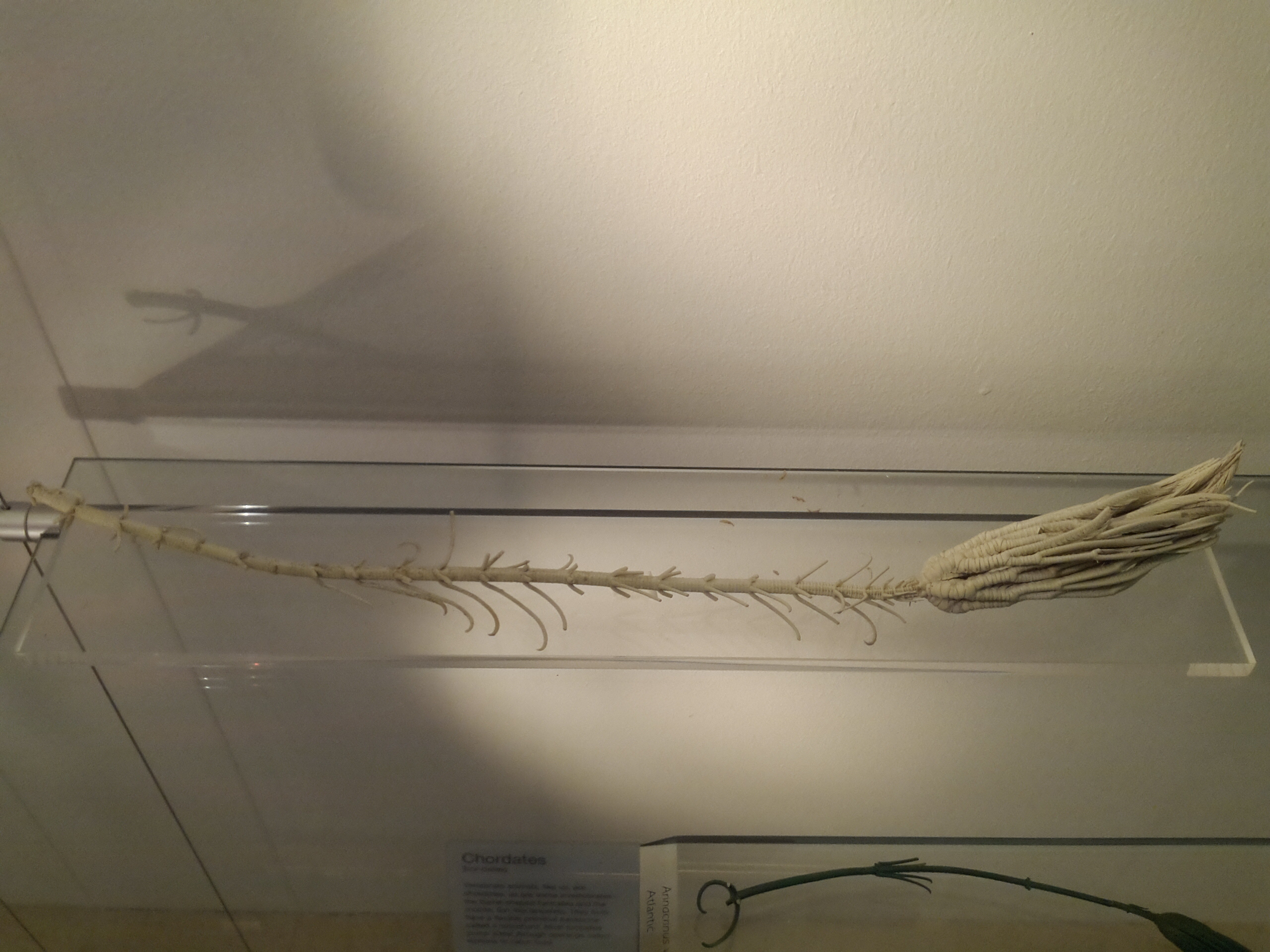
Metacrinus rotundus séché en muséum.